# Big Fun
Big Fun — четвëртый студийный альбом немецкой певицы C.C.Catch, вышедший в 1988 году. Это был последний альбом певицы, который произвёл Дитер Болен. Самые известные треки альбома — это «Backseat of Your Cadillac» и «Nothing but a Heartache».

## Список композиций
1. Backseat of Your Cadillac — 3:24
2. Summer Kisses — 3:51
3. Are You Serious — 3:07
4. Night in Africa — 4:09
5. Heartbeat City — 3:38
6. Baby I Need Your Love — 3:03
7. Little by Little — 3:06
8. Nothing but a Heartache — 3:02
9. If I Feel Love — 3:42
10. Fire of Love — 3:00

## Чарты
| Чарт      | Номер позиции |
| --------- | ------------- |
| Германия  | 53            |
| Бельгия   | 40            |
| Югославия | 22            |

## Интересные факты
- В этом же 1988 году, спустя некоторое время после выхода альбома, C.C.Catch ссорится с Дитером Боленом и разрывает ранее подписанный контракт на сотрудничество. Продюсер и автор всех песен Дитер Болен подаёт дело в суд и требует авторские права на её сценический псевдоним, но проигрывает дело[2].
- Хит «Nothing but a Heartache» стал её последним в карьере, достигшим «горячей десятки»[3].